# Anomalie de Compton-Bel'kovich

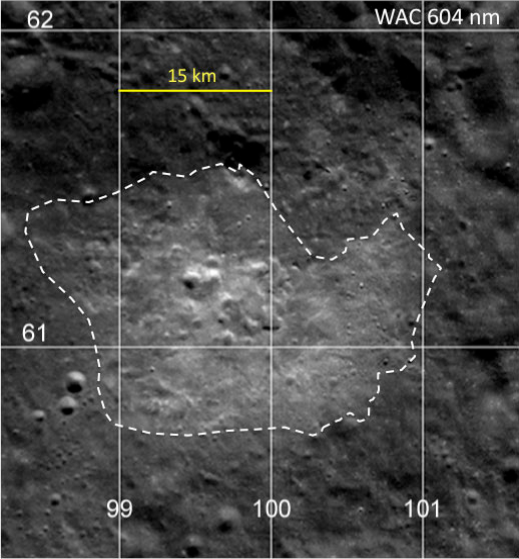
Anomalie de Compton-Bel'kovich. Photographie prise en 2009 par la sonde Lunar Reconnaissance Orbiter.

L'anomalie de Compton-Bel'kovich (en anglais : Compton–Belkovich Thorium Anomaly, CBTA) est une zone de la surface lunaire particulièrement riche en thorium, détectée en 1998 par le spectromètre gamma de la sonde Lunar Prospector.
Cette zone se trouve sur la face cachée de la Lune, entre les cratères d'impact Compton (103.8°E, 55.3°N) et Bel'kovich (90.2°E, 61.1°N). C'est le seul exemple sur la Lune où une anomalie en thorium est corrélée à une anomalie d'albédo (photographie ci-contre).
L'anomalie de Compton-Bel'kovich est bien plus riche en thorium (40–55 ppm) que les roches lunaires connues pour en être riches, les norites à KREEP (12 ± 2 ppm) et les anorthosites alcalines (4,8 ± 3,3 ppm), et comparable aux granites terrestres (36 ± 13 ppm).
Les photographies et les données radiométriques du Lunar Reconnaissance Orbiter ont permis d'identifier, au centre de l'anomalie, une zone de 25 × 35  km caractérisée par une altitude et un albédo relativement élevés. La topographie révèle la présence d'une série de dômes de diamètre compris entre 1 et plus de 6 km, dont certains ont de fortes pentes, ainsi que des dépressions arquées ou irrégulières. Cette zone est par ailleurs enrichie en silice et en feldspath alcalin, ce qui est généralement la signature de matériaux volcaniques rhyolitiques donc différenciés. Les dômes sont ainsi interprétés comme des dômes de lave visqueuse, et les dépressions comme des zones d'effondrement analogues au caldeiras. L'anomalie de Compton-Bel'kovich semble donc correspondre à un épisode de volcanisme siliceux, rarissime sur la Lune. La faible densité de cratères d'impact et le non recouvrement par les éjectas des cratères Belk'vich et Compton (d'âges Nectarien et Imbrien inférieur, respectivement) indiquent que cet épisode est très récent (en termes de chronologie lunaire) : d'âge copernicien (moins de 1,1 Ga, alors que l'essentiel du volcanisme lunaire est antérieur à 3 Ga.